# Uomo di Cagna
L’Uomo di Cagna (in corso Omu di Cagna) è un picco granitico della montagna di Cagna, in Corsica.

## Descrizione
Si trova in Corsica del Sud al confine tra i comuni di Monacia d'Aullene e di Pianotolli-Caldarello. La punta raggiunge i 1.217 m s.l.m. 

## Cultura di massa
Una canzone tradizionale è dedicata all'Uomo di Cagna:
U Liò di Roccapina

Hà dettu à l'Omu di Cagna.

Tù mi vardi la marina,

Eu ti vardu la muntagna
tradotta:
Il Leone di Roccapina

Ha detto all'Uomo di Cagna.

Tu mi guardi la costa,

Io ti guardo la montagna